# Jama pod Debelom glavom
Jama pod Debelom glavom este o arie protejată (sit de importanță comunitară — SCI) din Croația întinsă pe o suprafață de 0,78 ha, integral pe uscat.

## Localizare
Centrul sitului Jama pod Debelom glavom este situat la coordonatele 45°11′10″N 15°34′16″E / 45.186093°N 15.571127°E.

## Înființare
Situl Jama pod Debelom glavom a fost declarat sit de importanță comunitară în iulie 2013 pentru a proteja un număr necunoscut de specii din flora spontană și fauna sălbatică aflate în arealul zonei.

## Biodiversitate
Situată în ecoregiunea continentală, aria protejată conține 1 habitat natural: Peșteri inaccesibile publicului.
La baza desemnării sitului se află un număr nedeclarat de specii protejate.